# Джефферсонвілл (Джорджія)
Джефферсонвілл (англ. Jeffersonville) — місто (англ. city) в США, в окрузі Твіггс штату Джорджія. Населення — 977 осіб (2020).

## Географія
Джефферсонвілл розташований за координатами 32°41′11″ пн. ш. 83°20′34″ зх. д. / 32.68639° пн. ш. 83.34278° зх. д. (32.686281, -83.342642).  За даними Бюро перепису населення США в 2010 році місто мало площу 9,50 км², з яких 9,47 км² — суходіл та 0,03 км² — водойми.

## Демографія
Згідно з переписом 2010 року, у місті мешкало 1035 осіб у 401 домогосподарстві у складі 274 родин. Густота населення становила 109 осіб/км².  Було 485 помешкань (51/км²).
Расовий склад населення:
| - 59,1 % — чорних або афроамериканців - 37,7 % — білих - 0,4 % — азіатів - 0,1 % — корінних американців - 1,0 % — осіб інших рас |

До двох чи більше рас належало 1,7 %. Частка іспаномовних становила 2,0 % від усіх жителів.
За віковим діапазоном населення розподілялося таким чином: 19,1 % — особи молодші 18 років, 59,6 % — особи у віці 18—64 років, 21,3 % — особи у віці 65 років та старші. Медіана віку мешканця становила 46,8 року. На 100 осіб жіночої статі у місті припадало 85,2 чоловіків;  на 100 жінок у віці від 18 років та старших — 84,4 чоловіків також старших 18 років.
Середній дохід на одне домашнє господарство  становив 32 708 доларів США (медіана — 20 313), а середній дохід на одну сім'ю — 42 737 доларів (медіана — 30 313). Медіана доходів становила 35 833 долари для чоловіків та 25 729 доларів для жінок. За межею бідності перебувало 39,3 % осіб, у тому числі 56,3 % дітей у віці до 18 років та 18,3 % осіб у віці 65 років та старших.
Цивільне працевлаштоване населення становило 283 особи. Основні галузі зайнятості: освіта, охорона здоров'я та соціальна допомога — 19,4 %, роздрібна торгівля — 17,0 %, виробництво — 13,4 %, публічна адміністрація — 9,9 %.